# Superaglomerados de Hércules

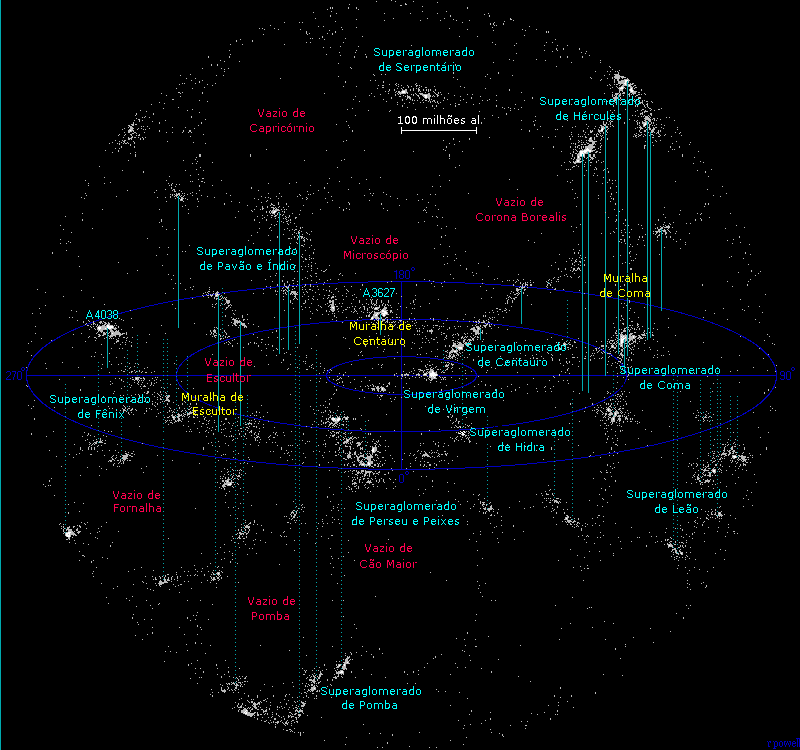
O universo num raio de 500 milhões de anos-luz da Terra, os superaglomerados de Hércules são representados no topo à direita.

Os superaglomerados de Hércules (SCl 160) compreendem a um conjunto de dois superaglomerados de galáxias próximos um do outro.
Em relação a outros superaglomerados locais, o conjunto de Hércules é considerado particularmente grande, com um diâmetro de aproximadamente 330 milhões de anos-luz. Há um grande vazio cósmico nas vizinhanças dessa região que é tão vasto quanto os superaglomerados em si.
Essa região inclui os aglomerados Abell 2147, A2151 (aglomerado de Hércules), e A2152. Um filamento galáctico extremamente longo foi descoberto, conectando esse grupo de aglomerados ao par Abel A2197 e A2199.
Os superaglomerados de Hércules se situam próximos ao superaglomerado da Cabeleira, ambos fazem parte da Grande Muralha CfA2.